# Newport (Kentucky)
Newport ist eine Stadt (City) im Campbell County im US-Bundesstaat Kentucky. Das U.S. Census Bureau hat bei der Volkszählung 2020 eine Einwohnerzahl von 14.150 ermittelt. Die Stadt ist Teil der Region Greater Cincinnati. Gemeinsam mit der Stadt Alexandria bildet sie den Verwaltungssitz (County Seat) des Campbell County.

## Geschichte
Newport wurde ca. 1791 von James Taylor Jr. auf Land besiedelt, das sein Vater James Sr. von George Muse gekauft hatte, der es als Zuschuss erhalten hatte. Taylors Bruder, Hubbard Taylor, hatte das Land zwanzig Jahre zuvor kartiert. Der Ort wurde nicht nach seiner Lage am Fluss Ohio River benannt, sondern nach Christopher Newport, dem Kommandanten des ersten Schiffes, das 1607 Jamestown, Virginia, erreichte. Newport wurde am 14. Dezember 1795 als Town gegründet und am 24. Februar 1834 zur Stadt erhoben. Im Jahr 1803 wurde der Militärposten Fort Washington von Cincinnati in die Newport Barracks verlegt. Diese zogen später nach Fort Thomas um. Eine Brücke verband Newport erstmals 1853 mit Covington, und die erste Brücke über den Ohio River nach Cincinnati, die John A. Roebling Suspension Bridge, wurde 1866 eröffnet. Newport erlebte große Einwanderungswellen aus Deutschland in den 1880er und 1890er Jahren.
Newport hatte einst den Ruf einer Sin City (Sündenstadt) aufgrund seiner gehobenen Spielkasinos in der Monmouth Street. In der Monmouth gab es auch viele Herrengeschäfte, Restaurants und Eisdielen. Ermittlungen wegen Schutzgelderpressung verdrängten die Kasinos, die durch Peepshows und Stripclubs ersetzt wurden. Viele der alten Geschäfte verschwanden, als das Parken in der Monmouth Street schwierig wurde und das Geschäftsviertel auf dem Hügel von Süd-Newport entstand.
Newport ist seit 1883 ein County Seat von Campbell County und war es zuvor von 1797 bis 1823 und erneut von 1824 bis 1840. Im Jahr 2009 entschied ein Gericht, dass Alexandria der einzige Verwaltungssitz ist und Newport kein County Seat ist. Am 24. November 2010 war der Kentucky Court of Appeals anderer Meinung und sprach Newport den gleichen Status als Verwaltungssitz zu. Am 25. August 2011 lehnte der Supreme Court of Kentucky die Überprüfung der Entscheidung ab.

## Demografie
Nach der Schätzung von 2019 leben in Newport 14.932 Menschen. Die Bevölkerung teilte sich im selben Jahr auf in 84,2 % Weiße, 11,1 % Afroamerikaner, 0,1 % amerikanische Ureinwohner, 0,2 % Asiaten und 1,4 % mit zwei oder mehr Ethnizitäten. Hispanics oder Latinos aller Ethnien machten 5,1 % der Bevölkerung aus. Das mittlere Haushaltseinkommen lag bei 37.435 US-Dollar und die Armutsquote bei 32,4 %.
| Jahr | Einwohner¹ |
| ---- | ---------- |
| 1900 | 28.301     |
| 1910 | 30.309     |
| 1920 | 29.317     |
| 1930 | 29.744     |
| 1940 | 30.631     |
| 1950 | 31.044     |
| 1960 | 30.070     |
| 1970 | 25.998     |
| 1980 | 21.587     |
| 1990 | 18.871     |
| 2000 | 17.048     |
| 2010 | 15.273     |
| 2020 | 14.150     |

¹ 1900 – 2020: Volkszählungsergebnisse

## Persönlichkeiten
- John Alexander (1897–1982), Schauspieler